# Голем Радобил
Голем Радобил или Големо Радобил (на македонска литературна норма: Голем Радобил) е село в община Прилеп, Северна Македония.

## География
Селото е планинско, разположено източно от общинския център Прилеп.

## История
В XIX век Голем Радобил е село в Тиквешка кааза на Османската империя. Викторен Галабер, който посещава селото през 1866 година, отбелязва, че Grand Radoubil e малко село, което „се намира насред планината и бедните къщи са пръснати по височините“. Старата църква е опеделена като „малка и бедна“, до нея се намира надгробен камък с надпис на гръцки.
Църквата „Свети Никола“ е изградена в 1870 година. В „Етнография на вилаетите Адрианопол, Монастир и Салоника“, издадена в Константинопол в 1878 година и отразяваща статистиката на населението от 1873 г., Големо Радобил (Radobil-golémo) е посочено като село в Прилепска каза с 64 домакинства и 271 жители българи и 8 цигани.
Според статистиката на Васил Кънчов („Македония. Етнография и статистика“) от 1900 година Голѣмъ Радобилъ има 700 жители, всички българи християни.
В началото на XX век българското население на селото е под върховенството на Българската екзархия. По данни на секретаря на екзархията Димитър Мишев („La Macédoine et sa Population Chrétienne“) през 1905 година в Големо Радобил има 720 българи екзархисти.
По данни на българското военно разузнаване в 1908 година:
| „ | Радобил [е] християнско свободно село около 120 къщи. Едно от най-богатите села [в Тиквеш]. | “ |

Според преброяването от 2002 година селото има 107 жители, всички северномакедонци.

## Личности
Родени в Голем Радобил
- Ристе, учител, учи в килийно училище в Трояци, след което отваря свое училище в Прилеп през първата половина на XIX век[8][9]
- Трайко Божков (1918 – 1943), югославски партизанин и деец на НОВМ
- Атанас Йовчески (1952 – 2008), офицер, генерал-лейтенант от Северна Македония